# 砺波市立砺波北部小学校
砺波市立砺波北部小学校 （となみしりつ となみほくぶしょうがっこう）は富山県砺波市にある公立小学校。

## 沿革
- 1969年7月11日 - 設置を条例で定める[2]。
- 1971年
  - 4月1日 - 砺波北部小学校開校式[3]。
  - 11月30日 - 体育館竣工[4]。
- 1972年1月 - 校歌制定[4]。

## 通学区域
新富町の一部(市道中村深江線北側)　若草町の一部(市道中村深江線北側)　永福町の一部　神島　中神　鷹栖出の一部　狐島　西中　下中　林　杉木　杉木一丁目　杉木二丁目　杉木三丁目　杉木四丁目　杉木五丁目　小杉　小島　東中　新栄町　中村の一部　高波の区域

## 進学先
- 砺波市立出町中学校